# Paul Neuhuys
Paul Neuhuys (16 settembre 1897 – 16 settembre 1984) è stato un poeta belga, autore anche di studi critici.

## Biografia
Figlio di un padre discendente da pittori fiamminghi e da una madre svizzera, è originario di Anversa, paese fiammingo, ma ha scritto essenzialmente in francese. Fu un discepolo del movimento Dada. Creò, con Willy Koninck, la rivista Ca ira! che si voleva aperta alle avanguardie europee. Questa rivista fu incoraggiata da A. Salmon, Jean Cocteau, P. Pia, e fece conoscere Charles Plisnier, Clément Pansaers, Géo Norge, Henri Michaux, Michel de Ghelderode, Marcel Lecomte, Marcel Mariën, Fernand Dumont.

## Opere

### Prose e poesie
- La Source et l'Infini' (La sorgente e l'Infinito)
- Loin du tumulte (Lontano dal tumulto)
- Le Canari et la Cerise (Il Canarino e la Ciliegia, (1921)
- Le Zèbre handicapé (La Zebra andicappata, (1922)
- L'Arbre de Noël (L'Albero di Natale, 1927)
- Le Marchand de sable (Il Mercante di sabbia)
- Fables (Fiabe, 1939)
- Le Secrétaire d'acajou (Il Segretario di acagiù,  1946)
- On a beau dire (Si ha un bel parlare, 1921-1977) - antologia

## Saggi e poesie
- Mémoires à dada (Memorie a Dada), Le Cri, Bruxelles, 1996.
- Soirées d'Anvers. Notes et essais (Serate di Anversa. Note e saggi), Pandora, Gand, 1997
- Dada! Dada? Gedichten 1920-1977 (Dada! Dada? Poesie 1920-1977), traduzione e postfazione di Henri-Floris Jespers, Uitgeverij Jef Meert, Anversa, 2000